# Túnel do Rossio
Túnel do Rossio (Tunel Rossio) – tunel kolejowy w Lizbonie, łączący centrum miasta i dworzec Rossio z dworcem Campolide na Linha de Cintura. Tunel jest również elementem Linha de Sintra.
Dwutorowy tunel ma 2613 metrów długości i wysokość 6 metrów. Tunel ma maksymalny gradient wynoszący jeden procent, począwszy od wlotu tunelu w Campolide, co daje około 24-26 metrów różnicy wysokości.

## Historia

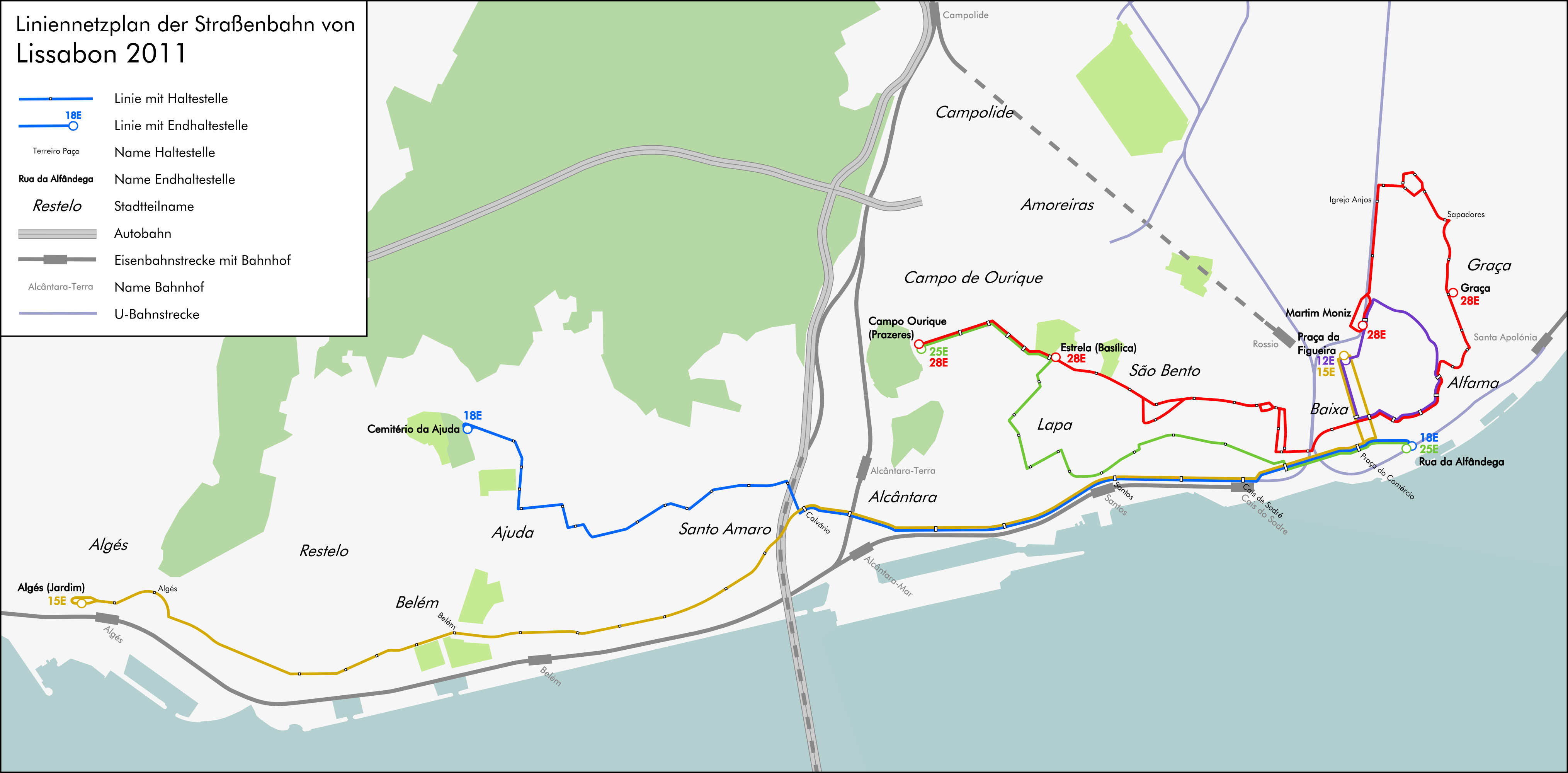
Mapa przebiegu tunelu

Prace budowlane nad tunelem rozpoczęły się w 1887. Pierwsze pociągi testowe przejechały przez nowy tunel 8 kwietnia 1889. Uroczyste otwarcie przyszłego głównego dworca kolejowego, a tym samym tunelu miało miejsce 11 czerwca 1890. Koszt budowy stacji i tuneli wyniósł 730 000 Réis. Tunel jest jednym z najważniejszych zabytków inżynierii portugalskiej XIX wieku.
W 2004 Laboratório Nacional de Engenharia Civil oceniło, że sufit tunelu Rossio ma silne spękania, dlatego REFER i portugalskie Ministerstwo Transportu przyjęło plan gruntownej modernizacji tunelu i budynku stacji. Od 22 października 2004 stacja i tunel zostały wyłączone z ruchu na Linha de Sintra, a wszystkiego pociągi były kierowane na Linha de Cintura, w kierunku stacji Lisboa Oriente. Podczas prac remontowych dworca, tunel otrzymał nowy strop i solidne podłoże torowe. Ponadto zbudowano łącznik pomiędzy tunelem Rossio i autostradowym Túnel do Marquês, służący jako droga ewakuacyjna w nagłych przypadkach. Ponowne uruchomienie tunelu i dworca miało miejsce 16 lutego 2008.